# داني بودي
داني بودي (بالإنجليزية: Danny Pudi)‏ هو ممثل أمريكي، ولد في 10 مارس 1979 بشيكاغو في الولايات المتحدة.

## أعمال

### مسلسلات
- بلا قوى
- بنات غيلمور
- تشاك
- كوميونتي

## وصلات خارجية
- داني بودي على موقع IMDb (الإنجليزية)
- داني بودي على موقع روتن توميتوز (الإنجليزية)
- داني بودي على موقع ألو سيني (الفرنسية)
- داني بودي على موقع ميوزك برينز (الإنجليزية)
- داني بودي على موقع أول موفي (الإنجليزية)
- داني بودي على موقع إن إن دي بي (الإنجليزية)
- داني بودي على موقع قاعدة بيانات الفيلم (الإنجليزية)
- داني بودي على موقع كينوبويسك (الروسية)